# Utvecklingspartiet
Utvecklingspartiet är ett lokalt politiskt parti i Kungälvs kommun som bildades inför valet till kommunfullmäktige 2010. 
I valet till kommunfullmäktige i Kungälvs kommun 2010 fick Utvecklingspartiet 6,29 procent av rösterna och fick därmed fyra mandat i kommunfullmäktige. Efter valet 2014 ökade partiet och fick 10,59 procent av rösterna och  sex mandat i kommunfullmäktige. De tappade 0,5 procentenheter efter valet 2018 men har fortfarande 6 mandat.
Mandatperioden 2014-2018 styrde Utvecklingspartiet Kungälvs kommun tillsammans med Socialdemokraterna, Liberalerna, Miljöpartiet och Vänsterpartiet. Efter valet 2018 blev de oppositionsparti till Socialdemokraterna, Moderaterna och Centerpartiet i styrelsen.